# 1688
1688 (MDCLXXXVIII) var ett skottår som började en torsdag i den gregorianska kalendern och ett skottår som började en söndag i den julianska kalendern.

## Händelser

### November
- 5 november – Den engelsk-skotsk-irländske kungen Jakob II:s svärson Vilhelm III landstiger i Torbay i England, vilket inleder den ärorika revolutionen.[1]

### December
- 23 december – Jakob II blir under den ärorika revolutionen avsatt som kung av England, Skottland och Irland. Två månader senare väljs hans dotter Maria II och hennes man Vilhelm III båda till regenter över länderna.

### Okänt datum
- Karl XI kungör att reduktionen skall utökas till de livländska provinserna, trots den livländska lantdagens protester.
- Gripenhielms generalkarta över det svenska riket i dess helhet (skala 1:3 miljoner) utkommer.
- Nicodemus Tessin d.y. får i uppdrag av Karl XI att ge ny gestalt åt slottet Tre kronor.
- Kaffe börjar serveras offentligt i Stockholm för första gången.
- Ett förbud utfärdas i Sverige mot att "sjunga liken ur husen". Liksång blir endast tillåtet på kyrkogårdar.
- I en förordning omnämns choklad för första gången i Sveriges historia.

## Födda
- 23 januari – Ulrika Eleonora, regerande drottning av Sverige 1718–1720 och drottning av Sverige 1720–1741, gift med Fredrik I.[2]
- 29 januari – Emanuel Swedenborg, naturvetenskapsman, bibeltolkare och teosof.[3]
- 4 februari – Pierre de Marivaux, fransk författare.
- 14 mars – Anna Maria Garthwaite, brittisk textildesigner.
- 21 maj – Alexander Pope, brittisk författare.

## Avlidna
- 9 mars – Claude Mellan, fransk gravör och målare.
- 29 april – Fredrik Vilhelm I av Brandenburg, kurfurste av Brandenburg
- Henry Morgan, brittisk pirat.
- Anne Chabanceau de La Barre, fransk hovsångerska; även den första hovsångerskan vid svenska hovet.
- Inayat Zakiatuddin Syah, regerande sultaninna av sultanatet Aceh.
- 15 september – Otto Wilhelm von Königsmarck, svensk-tysk greve och militär.

### Fotnoter
1. ↑  ”Historiesajten – Vilhelm III av Orange”. https://historiesajten.se/visainfo.asp?id=360.
2. ↑  Det hände i dag
3. ↑  Det hände i dag